# Google 入力ツール
Google 入力ツール（Google IME）は、Googleによる22言語対応のインプットメソッドエディタのセットである。対応言語には、アムハラ語、アラビア語、ベンガル語、中国語、ギリシャ語、グジャラート語、ヒンディー語、日本語、カンナダ語、マラヤーラム語、マラーティー語、ネパール語、ペルシア語、パンジャーブ語、ロシア語、サンスクリット、セルビア語、タミル語、テルグ語、ティグリニャ語、ウルドゥー語が含まれる。仮想キーボードであり、ユーザーがコピー・アンド・ペーストの手間なく、任意のアプリケーションで直接ローカル言語のテキストを入力することを可能にする。
Chromeの拡張機能として利用可能であり、以前はWindows向けのデスクトップアプリケーションとしても提供されていたが、2018年5月に提供が終了した。

## Google Transliteration
Googleのインド系文字向けサービスは、最初に「Google Indic Transliteration」というオンラインテキストエディタとして提供された。これは、ラテン文字を用いてその他の文字での入力を可能にするものであった。複数の言語にわたる需要の高まりにより、他の文字体系への対応も拡大し、その後「Google Transliteration」と改称された。2009年12月にはオフライン版「Google Transliteration IME」として提供が開始された。
これは辞書ベースの音韻翻字方式に基づいて動作しており、ラテン文字で入力された内容に対し、辞書と照合して文字を変換する。また、対応する単語の候補も提示する。
文字体系間の翻字には、2011年7月まで「Google Script Converter」という別サービスが存在していた。